# Guy Rose
Guy Orlando Rose (3 de marzo de 1867 – 17 de noviembre de 1925) fue un pintor impresionista estadounidense. Residente en California, recibió el reconocimiento de la crítica y del público de su país natal en el período del paso del siglo XIX al XX.

## Biografía
Guy Orlando Rose nació en 1867 en San Gabriel, California. Era el séptimo hijo de Leonard John Rose, un destacado senador por California, y de Amanda Jones.
Su gran familia vivía en una extensa propiedad con viñedos del sur de California, en la localidad de Rosemead (cuyo nombre se debe a la familia Rose) del Valle de San Gabriel. En 1876 un joven Guy Rose sufrió accidentalmente un disparo en la cara durante una partida de caza con sus hermanos. Mientras se recuperaba, empezó a pintar bocetos y a utilizar las acuarelas y las pinturas al óleo. Se graduó en el Instituto de Los Ángeles en 1884 y poco después se trasladó a San Francisco, donde estudió arte entre 1885 y 1888 en la Escuela de Diseño con Virgil Williams, Warren E. Rollins, y el artista de origen danés Emil Carlsen. En 1886 recibió menciones de honor por sus dibujos y pinturas al óleo; y un año más tarde se le premió con la Medalla Avery de Oro para pintura al óleo. Además, contribuyó con un bodegón de “tono excelente” a la Exposición Anual de Invierno de la Asociación de Arte de San Francisco.
En septiembre de 1888, se matriculó en la Académie Julian de París, estudiando con Benjamin-Constant, Jules Lefebvre, Lucien Doucet y Jean-Paul Laurens. En 1888-89 ganó una beca en la Académie Delacluse y contribuyó con temas religiosos y estudios figurativos así como con paisajes a los Salones de París en 1890, 1891, 1894, 1900, y 1909. Entre sus compañeros de la Académie Julian estaban Frank Vincent, con quien sostuvo una larga relación de amistad, y Frederick Melville.
Rose vivió en Nueva York en la década de 1890, trabajando como ilustrador para las revistas Harper's, Scribners, y Century. Decidió regresar a Francia en 1899, y compró con su mujer Ethel una casa de campo en Giverny. En 1900 se instaló en París y pasó el invierno en Briska, Argelia, donde pintó tres cuadros famosos. De 1904 a 1912 el matrimonio residió en Giverny, y sus trabajos de este periodo muestran la influencia de "el maestro" Claude Monet, quien se convirtió en su amigo y mentor.
En 1913-1914 los Rose veranearon en Narragansett, Rhode Island, donde organizaron una escuela de dibujo al aire libre. Padeciendo de forma recurrente los efectos de un envenenamiento por plomo, Rose y su mujer se mudaron permanentemente a Los Ángeles, California, en 1914.
Entre 1918 y 1920 los Rose no se dedicaron únicamente a pintar durante sus vacaciones de verano en Carmel-by-the-Sea (California), sino que empezaron a exhibir sus cuadros como miembros de la colonia de arte local. En 1919 arrendaron la casa de campo en Carmel de la artista Alice Comins. Los óleos de Guy aparecieron en la Decimotercera y la Decimocuarta Exposiciones Anuales del Club de Artes y Oficios de Carmel en 1919 y 1920. En el último certamen exhibió La Playa y El Punto. En el otoño de 1921 expuso dos de sus pinturas de Carmel en la Galería de Arte del Hotel Del Monte en Monterey, de las que se dijo que “poseen el encanto del tema . . . interpretado con mucho sentimiento”.
En Los Ángeles, Guy Rose dirigió y dio clases en la Escuela de Arte Memorial Stickney en Pasadena. En 1921 padeció un ataque vascular que lo dejó paralizado. Murió en Pasadena, California, en 1925. En 1926 la Galería Stendahl organizó una exposición conmemorativa de sus trabajos.

## Premios
- Mención de Honor, París Solon, 1894
- Medalla de Plata, Exposición Internacional Panamá-Pacífico 1915
- Medalla de Oro, Exposición Panamá-California, San Diego 1915
- Premio William Harrison Preston, Club de Arte de California 1921

Trabajos destacados
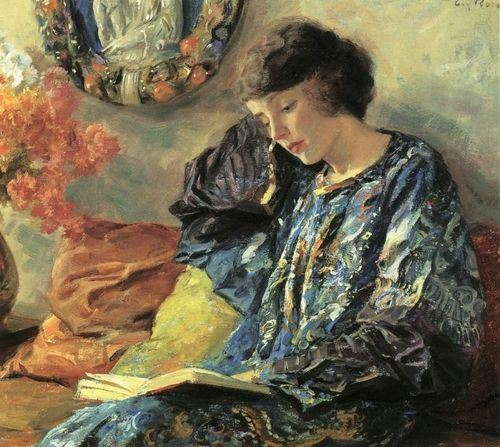
Marguerite, ca. 1900
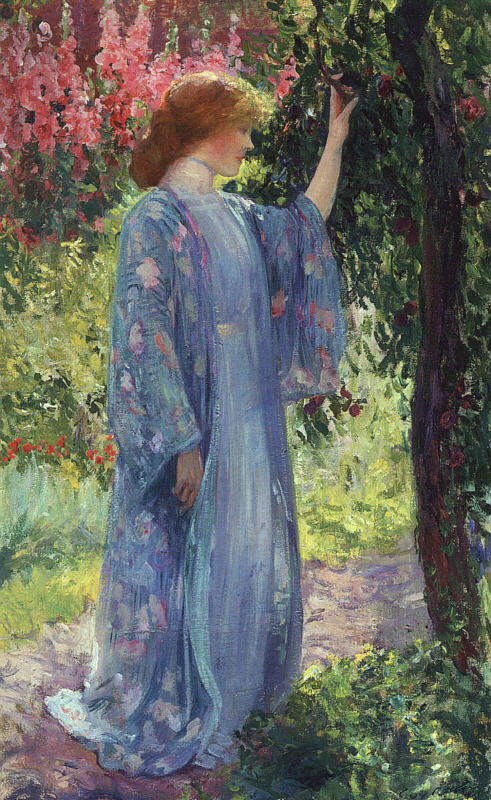
El kimono azul, 1909
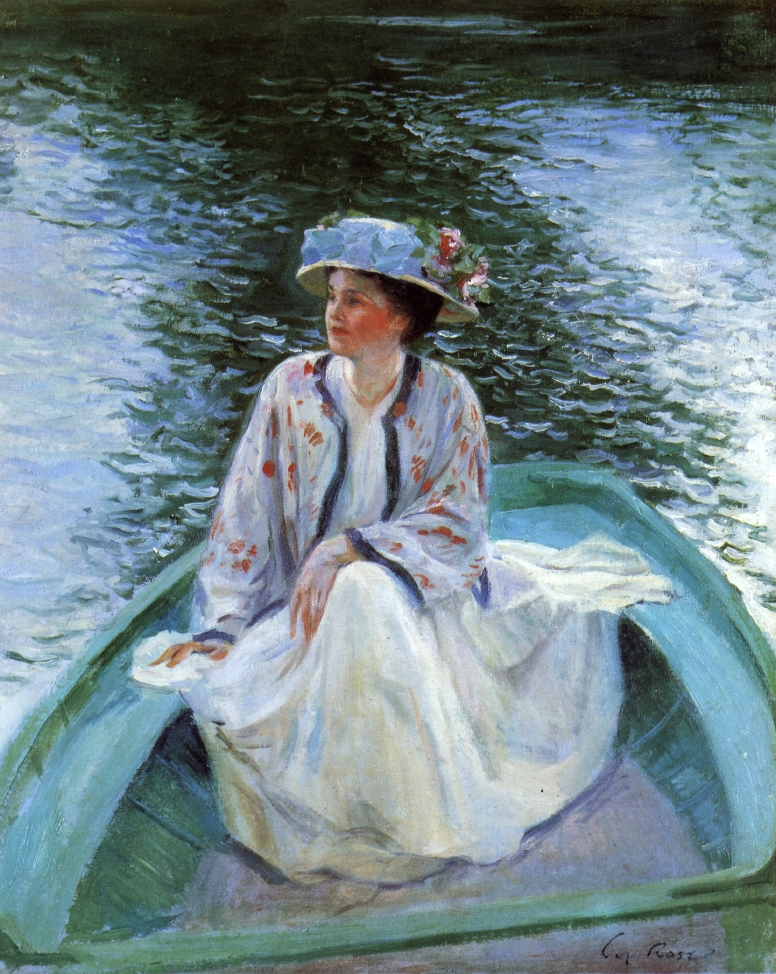
En el río, ca. 1910
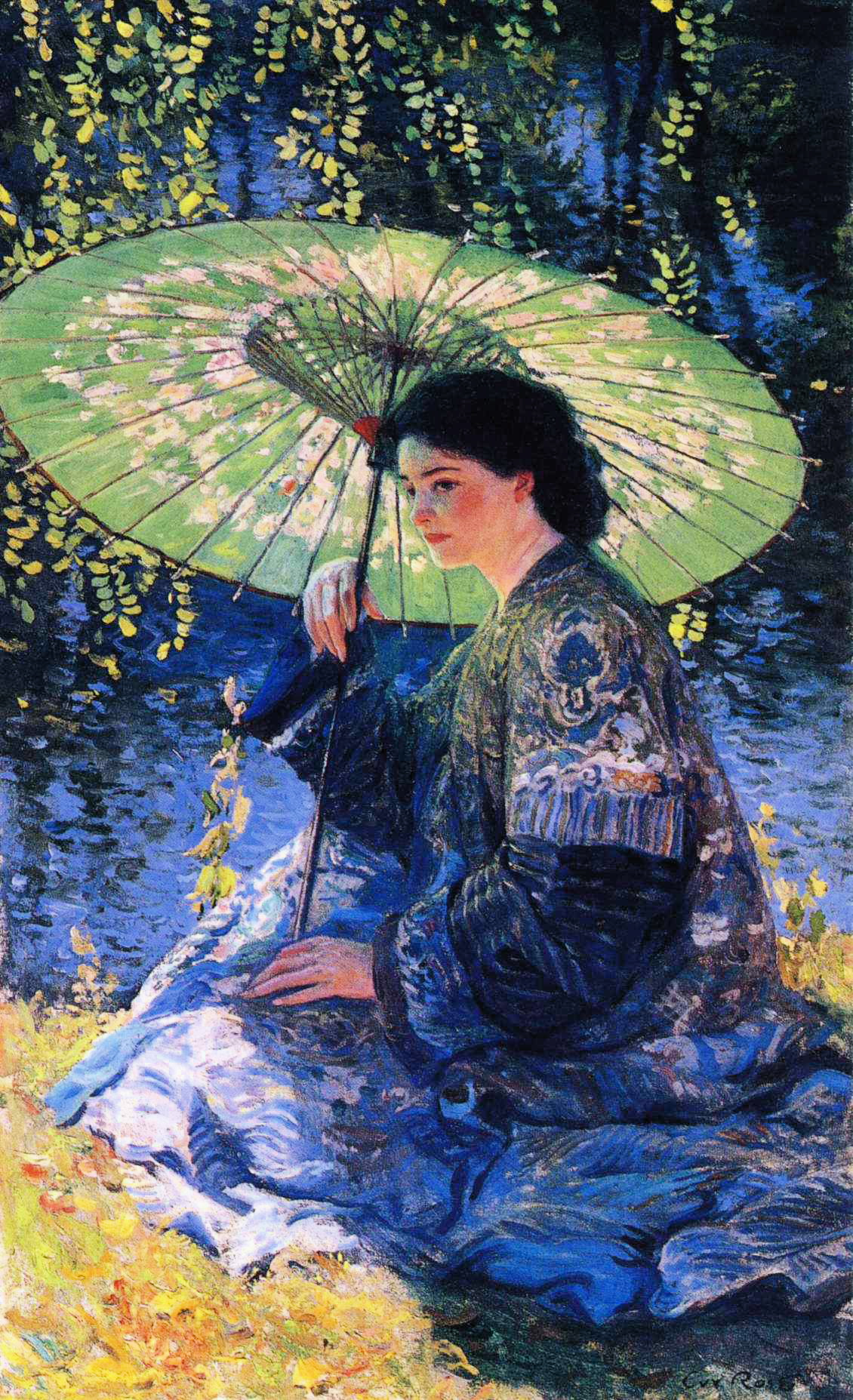
El parasol verde, 1911
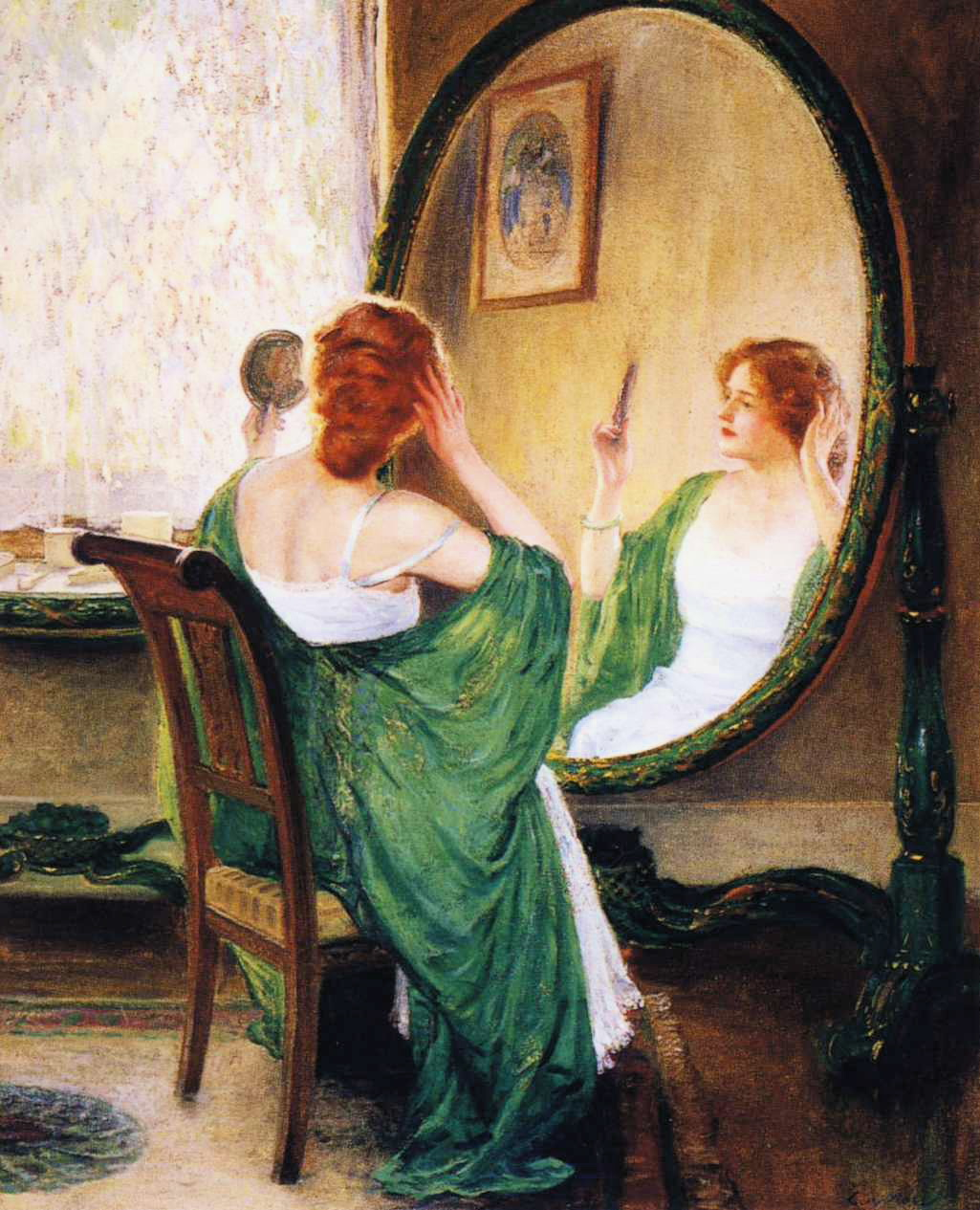
El espejo verde, 1911
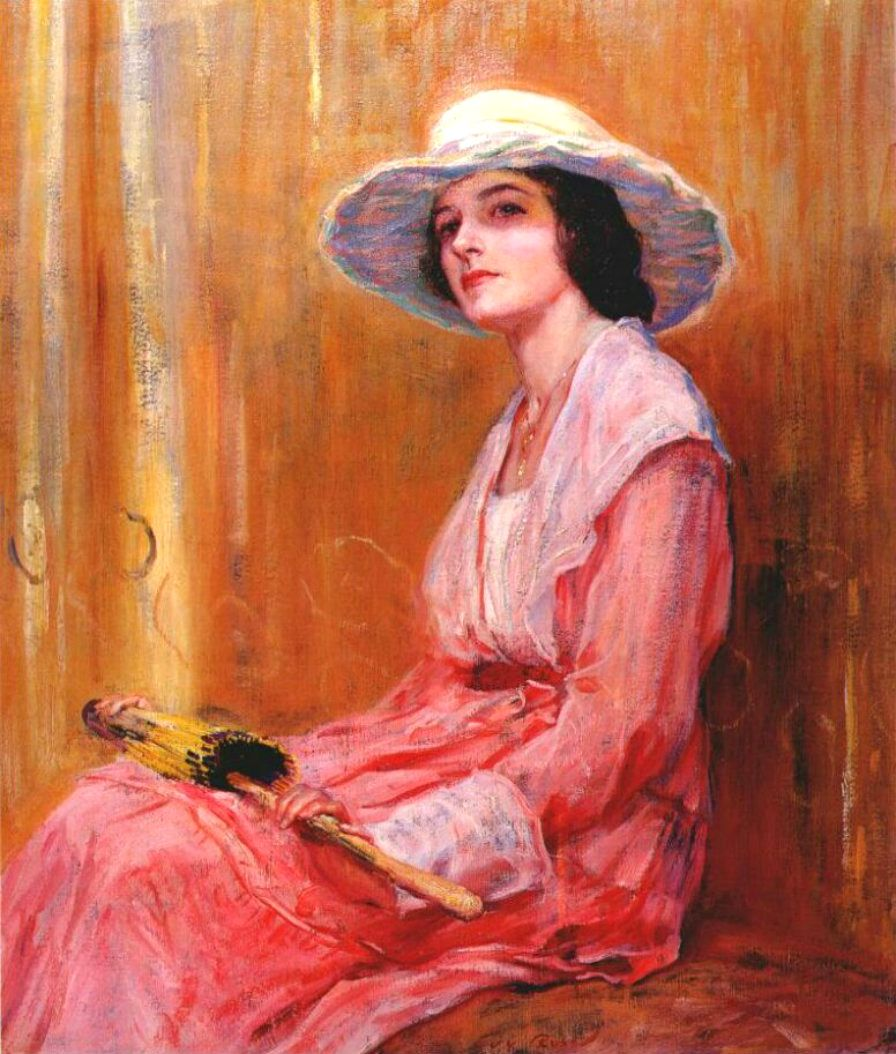
La modelo, 1919
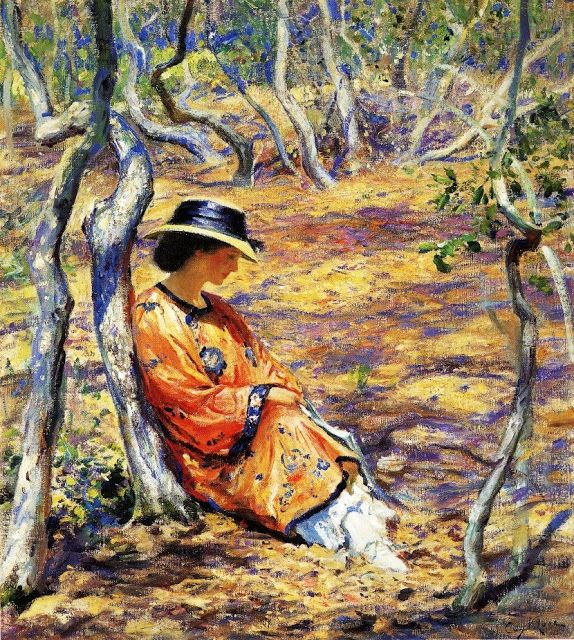
En el robledal, 1919
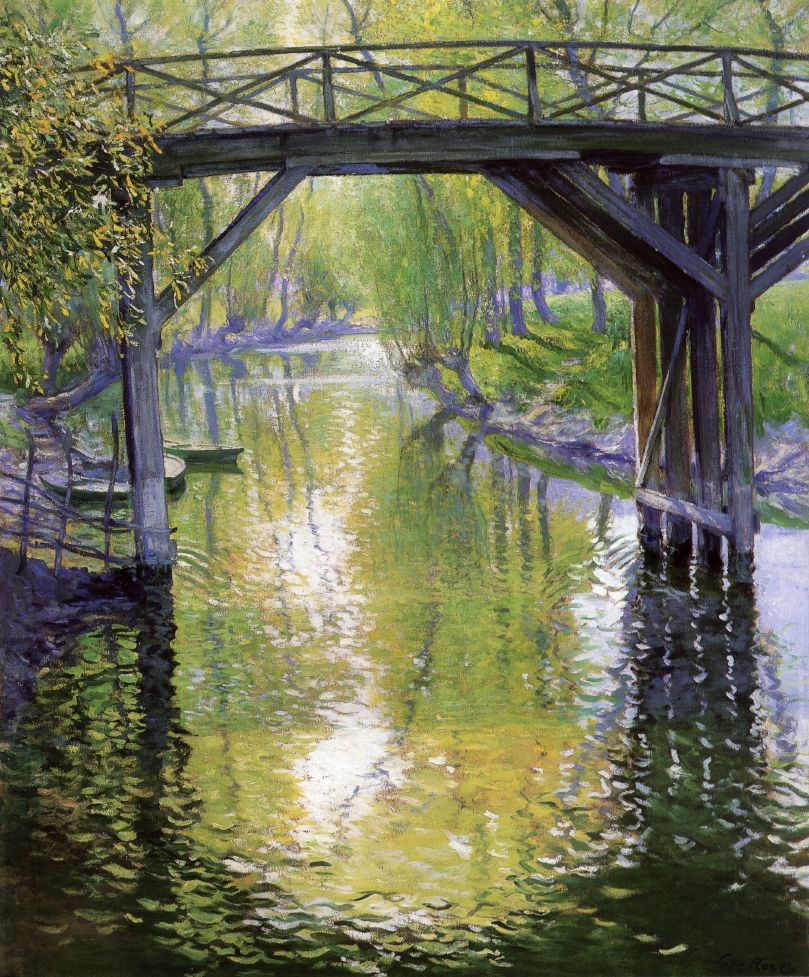
El puente viejo, Francia, 1910
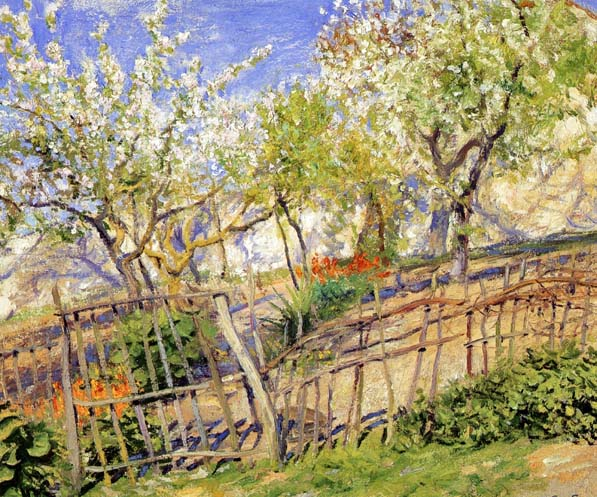
Flores y alhelíes, ca. 1910
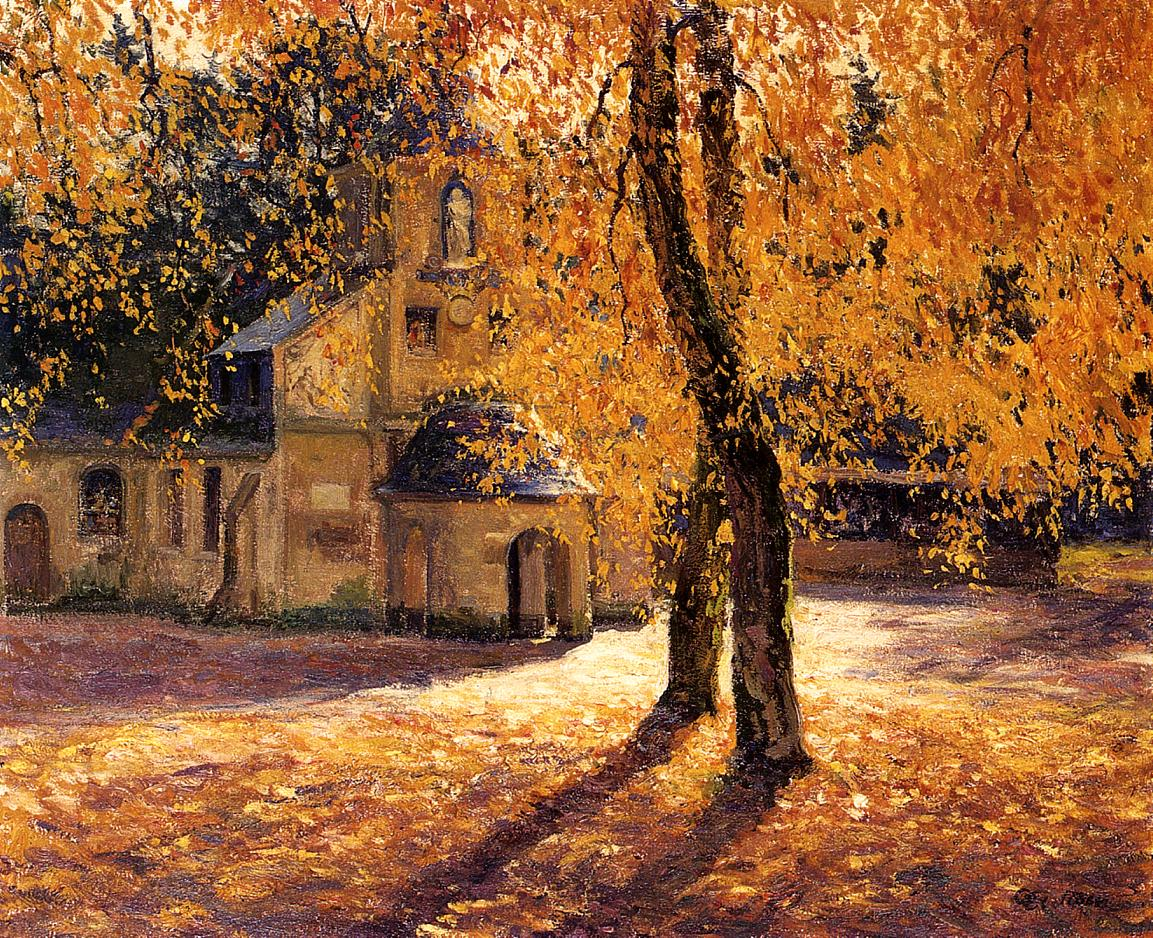
Notre Dame de Grâce en Honfleur, ca. 1910
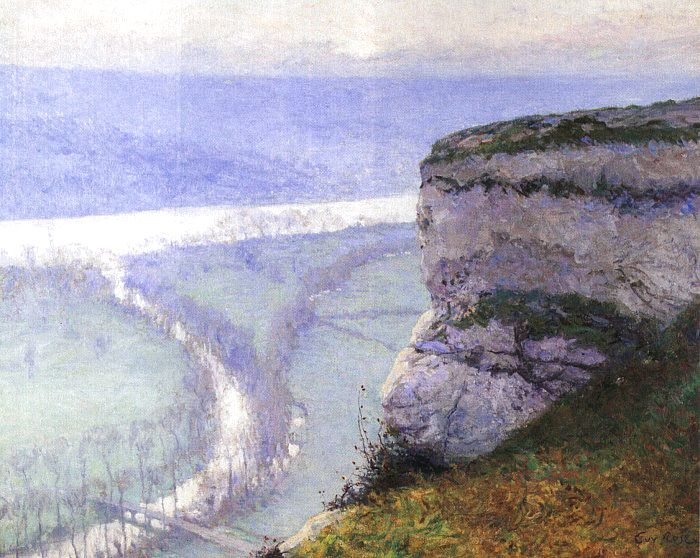
La Grosse Pierre, Giverny, 1910
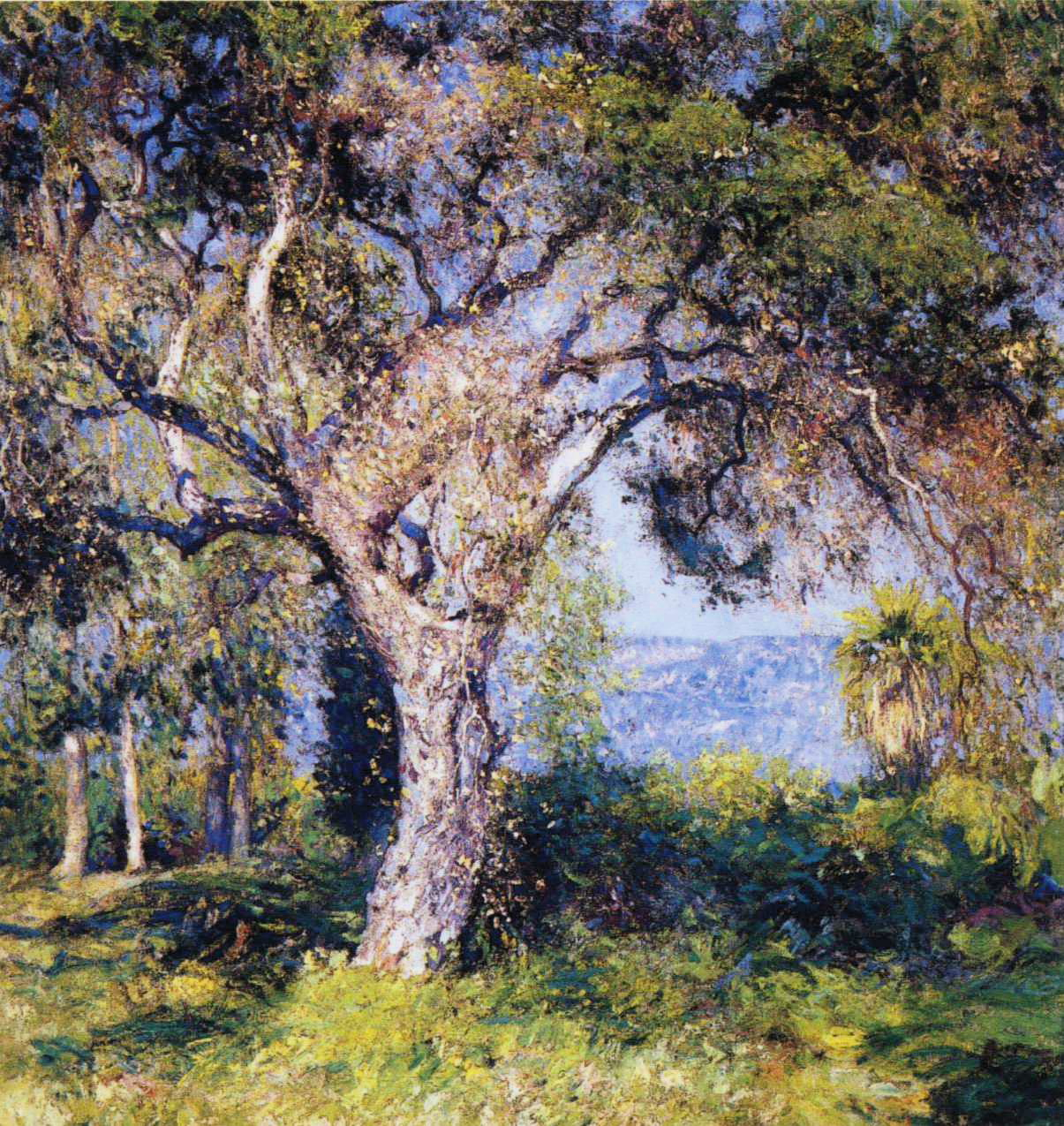
El roble, 1916
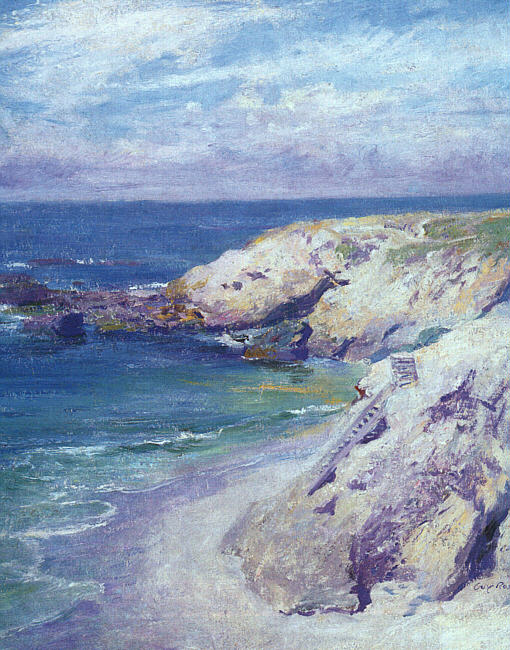
La Jolla Cove
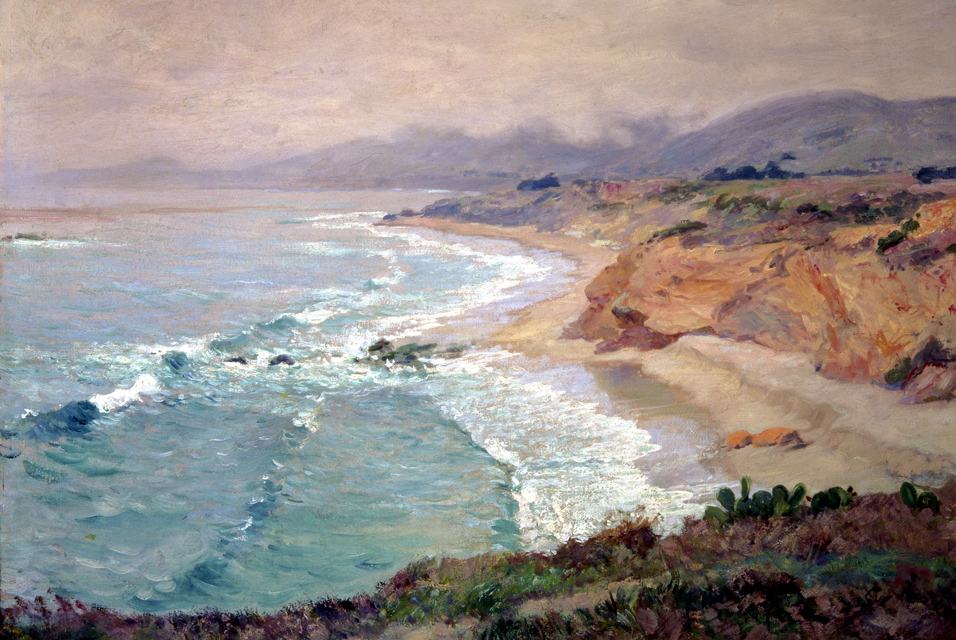
Niebla levantándose, Museo Irvine
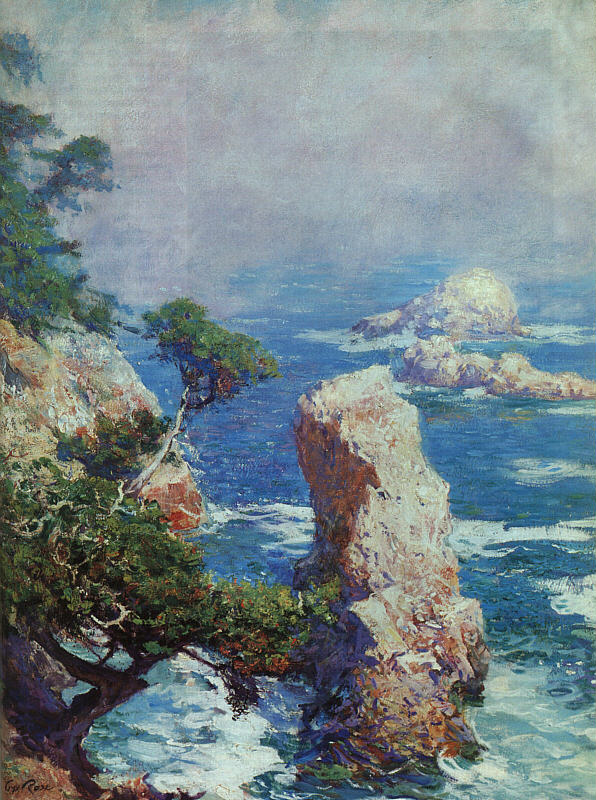
La neblina sobre Punto Lobos, 1918, Museo Fleischer
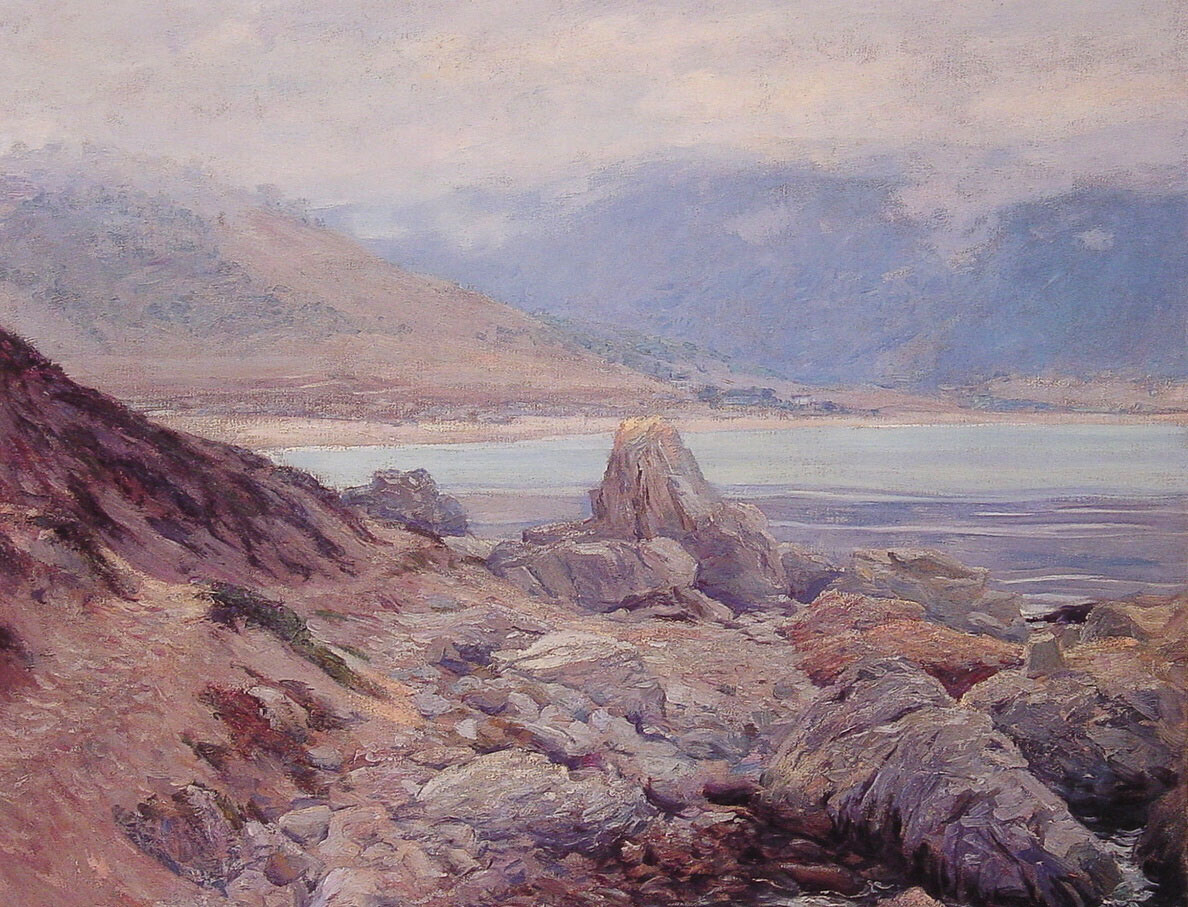
Camino a lo largo de la orilla, colección privada

## Colecciones y galerías
- Guy Rose Paintings, Beverly Hills, CA
- Irvine Museum, Irvine, California,
- Bowers Museum,
- Laguna Art Museum (enlace roto disponible en Internet Archive; véase el Laguna Art Museum historial, la Laguna Art Museum primera versión y la Laguna Art Museum última).
- LACMA: Los Angeles County Museum of Art,
- The Oakland Museum, California,
- OCMA: Orange County Museum of ART
- William A. Karges Fine Art
- K. Nathan Gallery, La Jolla, California